# Delphine Chanéac
Delphine Chanéac (Valence, 14 novembre 1978) è un'attrice francese.
Ha esordito alla fine degli anni novanta in alcune serie TV francesi, tra le quali Appartamento per due, Il comandante Florent, B.R.I.G.A.D.
L'esordio sul grande schermo, invece, è del 2000, nel film drammatico In extremis (film) del regista Etienne Faure. Ha poi interpretato anche alcuni film di produzione nordamericana come La Pantera Rosa di Shawn Levy (2006) e Splice di Vincenzo Natali (2009), o europea, come Verso di Xavier Ruiz (2009) e The Big Black di Oliver Kyr (2010).

## Filmografia parziale

### Cinema
- In extremis, regia di Etienne Faure (2000)
- Brice, regia di Nice di James Huth (2005)
- Incontrôlable, regia di Raffy Shart (2006)
- La Pantera Rosa (The Pink Panther), regia di Shawn Levy (2006)
- Splice, regia di Vincenzo Natali (2009)
- Verso, regia di Xavier Ruiz (2009)
- The Big Black, regia di Olivier Kyr (2010)
- For the Love of Money, regia di Ellie Kanner (2011)
- The World of Hemingway, regia di Giuseppe Recchia (2011)
- Domani mi sposo, regia di Vincent Giovanni (2010)

### Televisione
- Transporter: The Series – serie TV, 12 episodi (2012-2014)

### Teatro
- Welcome à Saint Tropez, regia di Rémi Rosello, Le Palace (2016)

## Doppiatrici italiane
- Massimo Corvo in Splice
- Domitilla D'Amico in Transporter: The Series